# Cesk Freixas
Cesk Freixas, egentligen Francesc Freixas i Morros, född 17 april 1984 i Sant Pere de Riudebitlles, är en katalansk (spansk) singer-songwriter. Han har sedan albumdebuten 2004 givit ut elva album och mottagit flera priser.

## Biografi
Cesk Freixas föddes 1984 i comarcan Alt Penedès. Han bildade tillsammans med andra elever vid Escola Intermunicipal del Penedès (i Sant Sadurní d'Anoia) den lokala gruppen Pangea, där han sjöng covers på rocklåtar.

### Tidig karriär
Freixas scendebut som soloartist skedde 4 januari 2004, på Bar Jimmy Jazz i Igualada. Hans andra konsert, den 23 april samma år på Centre Catequístic i Sant Pere de Riudebitlles, spelades in och gavs därefter ut som demoalbumet Maqueta ('Demo'). Vid konserten i hemorten delade han scen med den valencianska artisten Feliu Ventura.

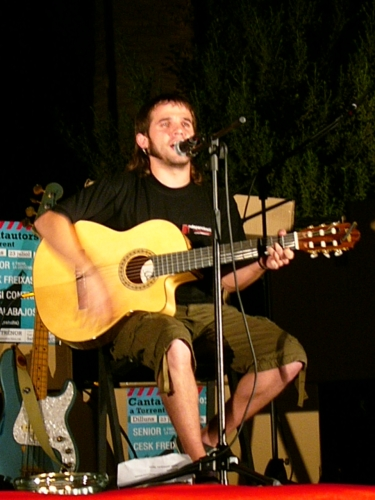
Cesk Freixas 2007 på scen i Torrent.

2005 producerades Freixas första album, Set voltes rebel ('Sju gånger rebell'). Bull, basist i den Vilafranca del Penedès-baserade hardcorepunk-gruppen Inadaptats, beskrev skivan som en blandning mellan Inadaptats själva och den klassiska poprock-gruppen Sau. Samma år medverkade han, tillsammans med medlemmar i Inadaptats, i hyllningsföreställningen för den klassiska valencianska musikern Ovidi Montllor.
Ett år senare publicerade Freixas på Internet en låtsamling med covers av inhemska och internationella singer-songwriters som Silvio Rodríguez, Víctor Jara, Ovidi Montllor, Raimon och Bob Marley) under titeln Les veus dels pobles lliures ('De fria folkens röster').
Därefter bytte han producent och inledde ett samarbete med Magí Batalla. Tillsammans producerade de Cesk Freixas två kommande skivor – 2007 års El camí cap a nosaltres ('Raka vägen in i oss själva', utgiven av RGB Suports) och två år senare La mà dels qui t'esperen (skivbolag: Temps Record). Resultatet blev en moderna ljudbild med en blandning av pop och rock och med inslag av elektroniskt arrangemang.

### 2010-talet
2012 kom Freixas fjärde album, Tocats pel foc ('Drabbade av elden'; Temps Record). Produktionen och arrangemanget den här gången sköttes av Víctor Nin, gitarristen i hans band sedan 2006, och akustisk gitarr var mer framträdande på skivan i likhet med på Freixas konserter. Sedan publicerades hösten 2013 Freixas första författarförsök, betitlat Paraules per a Gaeta.
Våren 2014 kom det femte albumet i form av Protesta. Albumet släpptes förutom i normal CD-version även som en live-DVD, med anledning av tioårsfirandet av Cesk Freixas karriär som musikartist. I början av 2015 belönades albumet med Ràdio 4:s pris som Årets album, medan DVD-utgåvan vann branschtidningen Enderrocks publikpris som bästa DVD/dokumentär. Cesk Freixas gav 2016 ut sin andra bok, Alè de taronja sencera.
I april 2017 gavs Freixas sjätte studioalbum  – Proposta – ut, denna gång hos skivbolaget Dmusical. Musiken var nu en blandning av rock och medelhavsrytmer, med instrument som luta och dragspel. Festa major publicerades i början av 2019. Freixas sjunde fullängdsalbum var mer känslomässigt och mindre politiskt laddat än hans tidigare utgåvor.
Efter ett 2020 till stor del utanför musikscenen (mest på grund av coronapandemin) återkom Cesk Freixas tidigt 2021 med Memòria ('Minnen'). Albumets tio låtar kretsar till stor del kring tillbakablickar på karriären som musiker. Hösten 2022 utgavs albumet Direm nosaltres ('Vi kommer säga'), med låtversioner av dikter i Roc Casagrans bok med samma namn.

### Andra aktiviteter

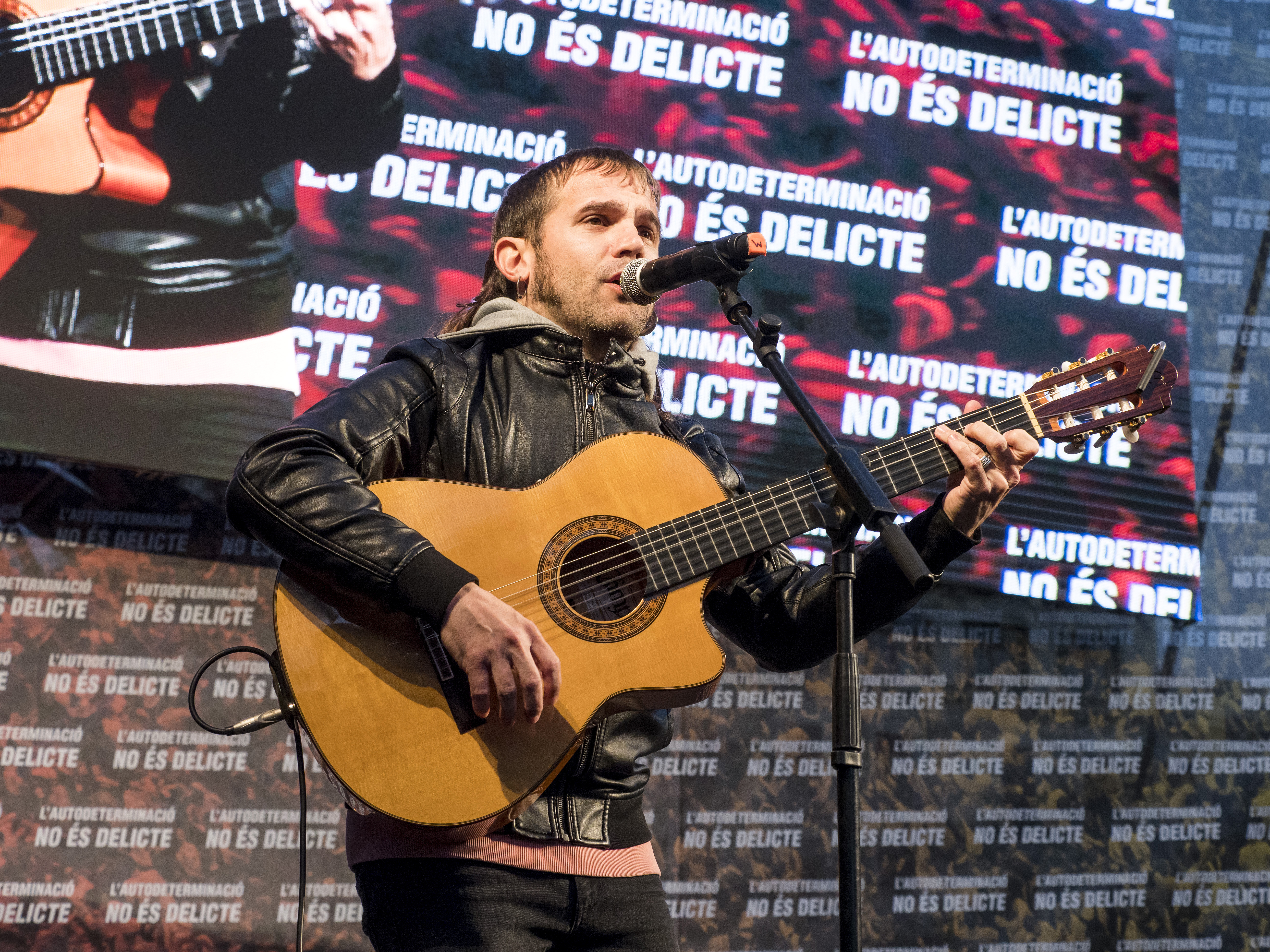
Cesk Freixas på stödkonsert 2019 för fängslade katalanska politiker.

Cesk Freixas har studerat geografi. Vid sidan sin musikkarriär har han länge varit aktiv inom den vänsterpolitiska självständighetsrörelsen Esquerra Independentista, tidvis även inom partiet Candidatura d'Unitat Popular. Vid flera tillfällen har hans spelningar varit föremål för kritik från mer konservativt håll.
2012 stod Cesk Freixas på valbar plats i valet till Kataloniens parlament. Även vid motsvarande val tre år senare ställde han upp som kandidat, denna gång dock som ett symboliskt sista namn på CUP:s valsedel över Barcelonas valdistrikt.

## Erkännande
Cesk Freixas är en av de mer uppmärksammande vispopartisterna i Katalonien. Han valdes både 2008 och 2010 till mottagare av publikpriset Premi Enderrock som föregående års bästa singer-songwriter. 2013 vann han motsvarande priser för bästa artist, bästa skiva och bästa vispopkonsert. 2015 vann Freixas Premi Disc Català de l'Any (pris för årets katalanska skiva), vid en tävling organiserad av RTVE-stationen Ràdio 4.

## Verk

### Diskografi
- 2004 – Maqueta (egenutgivning)
- 2005 – Set voltes rebel (Bullanga Records)
- 2006 – Les veus dels pobles lliures (egenutgivning; samlingsskiva)
- 2007 – El camí cap a nosaltres (RGB Suports)
- 2009 – La mà dels qui t'esperen (Temps Record)
- 2012 – Tocats pel foc (Temps Record)[20]
- 2014 – Protesta (Temps Record)[21]
- 2017 – Proposta (DMusical)[22]
- 2019 – Festa major (U98)[23]
- 2021 – Memòria (U98)
- 2022 – Direm nosaltres (U98)